# Bryan Baker
Bryan Scott Baker (Fort Walton Beach, Florida, 2 de diciembre de 1994), más conocido como Bryan Baker, es un jugador profesional estadounidense de béisbol que se desempeña en la posición de lanzador en Baltimore Orioles, equipo de las Grandes Ligas de Béisbol (MLB).

## Carrera
Baker hizo su debut en la MLB con el equipo Toronto Blue Jays, en el cual jugó una temporada (2021), después pasó a Baltimore Orioles, donde lleva jugando tres temporadas.